# O Cão (Goya)
O Cão (em castelhano: El Perro) é um quadro pintado por Francisco Goya, um famoso pintor romântico espanhol, entre 1819 e 1823, durante os seus últimos anos de vida, onde o pintor se dedicou a explorar e experimentar temas mais sombrios. O Cão  é uma obra assombrosa que representa um cão solitário a olhar para cima, apenas com a cabeça visível e encontra-se exposta no Museu do Prado, em Madrid.

## As Pinturas Negras
O Cão é uma das "Pinturas Negras" de Goya, um grupo de catorze imagens que ele criou enquanto vivia numa casa chamada Quinta del Sordo, que se traduz como a Villa dos Surdos. Na fase final da sua vida, Goya sofria de doenças mentais e físicas, e foi refletido nas suas obras. Ele pintou uma série de cenas horríveis e sinistras nas paredes. O Cão foi uma dessas imagens. Mais tarde, os historiadores de arte e até os psicólogos tiveram dificuldade em interpretar as Pinturas Negras, mas geralmente concordam que as pinturas refletem o lado mais escuro da humanidade e a desilusão de Goya com o mundo em geral.
Estas obras nunca foram concebidas para serem expostas ao público, mas são atualmente consideradas como umas das suas obras mais importantes. Só foram retiradas das paredes e transferidas para tela, 50 anos após a sua morte, sob a direção de Salvador Martínez Cubells, conservador do Museu do Prado.

## Contexto histórico
O Cão foi pintado depois da Guerra Peninsular, um conflito brutal e cruel que teve um impacto profundo em Espanha. Goya testemunhou os horrores e sofrimento da guerra, e pintou várias obras sobre esta tema, incluindo “2 de Maio de 1808" e  “Três de Maio de 1808". A devastação e sofrimento da guerra combinado com a turbulência política e social são refletidos nos tons sombrios e pungentes de O Cão.

## Composição e estilo
A composição de Goya em O Cão é simples e minimalista.
O fundo divide-se em duas partes. Na parte inferior, uma massa ondulada castanha atravessa o quadro na diagonal. O foco da nossa atenção é a cabeça de um pequeno cão que olha para cima. O fundo é permeado por um tom ocre claro, que escurece na parte direita da imagem, reforçando assim a impressão de ameaça.
O cão parece estar a afogar-se em água invisível. O animal desamparado, não consegue libertar-se. Ele olha para o céu, à espera de uma ajuda que nunca chegará. O medo, a dor e a falta de esperança são evidentes na sua expressão.
As dimensões do quadro são invulgares Com 131,5 cm × 79,3 cm, é um quadro estreito e alto o que contribui ainda mais para um sentimento de isolamento extremo e de impotência.
A utilização por Goya de uma paleta de cores suaves e de pinceladas dinâmicas reforça ainda mais uma sensação geral de desespero e isolamento.
O estilo artístico expressivo de Goya, valeu-lhe o título de antepassado da arte moderna.

## Simbolismo e interpretação
Embora o tema exato de O Cão não seja claro, é certamente uma imagem profundamente perturbadora e desanimadora, perante o qual é impossível ficar indiferente.  De maneira geral, O Cão é interpretado como um símbolo da solidão, da fragilidade da vida e da inevitabilidade da morte. É também uma demonstração do poder da simplicidade.
Alguns historiadores da arte sugerem que O Cão até pode representar o próprio Goya, e ser uma expressão dos sentimentos de desespero e alienação, que ele sentiu nos últimos anos da sua vida.
Segundo Robert Hughes: "não sabemos o que significa, mas o seu sofrimento comove-nos a um nível abaixo da narrativa".
Há certamente outras obras da arte ocidental, que representam os horrores da guerra ou os tormentos do Inferno, mas não há verdadeiramente nada que capte o horror da solidão e do desespero esmagadores, tal como O Cão.

## Receção
O quadro inspirou muitos pintores posteriores, incluindo Antonio Saura, que chegou a chamar-lhe o quadro mais belo de todo o mundo ou Joan Miró, que indicou ser o seu quadro favorito no Prado.
Manuela Mena, conservadora do Prado, afirmou que: "não há um único pintor contemporâneo no mundo que não reze diante de O Cão".